# Bert Solomon
Bert Solomon (ur. 8 marca 1885 w Redruth, zm. 30 czerwca 1961tamże) – brytyjski rugbysta grający na pozycji środkowego ataku, olimpijczyk, zdobywca srebrnego medalu w turnieju rugby union na Letnich Igrzyskach Olimpijskich w 1908 roku w Londynie.

## Życiorys
Urodzony w wielodzietnej rodzinie górniczej, porzucił szkołę w wieku dwunastu lat i podjął niewymagającą kwalifikacji pracę w miejscowej fabryce. Wkrótce ojciec wprowadził go w arkana hodowli i zawodów gołębi, co stało się jego największą pasją. Z charakteru małomówny, skryty i lubiący samotność został jednak namówiony do spróbowania sił w rugby w lokalnym klubie Redruth RFC. Już niedługo objawił się jego talent i w wieku 21 lat był już doświadczonym graczem drużyny hrabstwa. W 1908 roku zdobył z nią zarówno mistrzostwo angielskich hrabstw, jak i zagrał w turnieju rugby union na Letnich Igrzyskach Olimpijskich 1908. Wyznaczony przez Rugby Football Union na przedstawiciela Wielkiej Brytanii kornwalijski zespół w rozegranym 26 października 1908 roku na White City Stadium spotkaniu uległ Australijczykom 3–32. Jedyne punkty dla swojego zespołu zdobył z przyłożenia właśnie Solomon. Jako że był to jedyny mecz rozegrany podczas tych zawodów, oznaczało to zdobycie przez Brytyjczyków srebrnego medalu.
Uważany był za jednego z najlepszych środkowych ataku w kraju i ceniony za szybkość, siłę, zwinność oraz świetną grę zarówno ręką, jak i nogą, rugby było jednak dla niego na drugim planie, potrafił bowiem nawet opuścić mecz swojej drużyny, gdy któryś z ptaków nie powrócił do gołębnika.
Jego jedyny występ w reprezentacji Anglii nastąpił 15 stycznia 1910 roku – zagrał wówczas z Walią na Twickenham Stadium w ramach Pucharu Pięciu Narodów. Walnie przyczynił się do pierwszego od ponad dekady zwycięstwa nad tym rywalem, asystując przy jednym i zdobywając drugie z przyłożeń. Po tym meczu konsekwentnie odmawiał występów w kadrze narodowej, podobnie jak wcześniej nie przyjął zaproszenia do uczestnictwa w tournée British and Irish Lions. Jednakowoż kluby rugby league również nie skłoniły go do przejścia na zawodowstwo.

## Varia
- Napisano o nim sztukę[13][14], a także powstała jego biografia (ISBN 978-1-85022-218-7)[15].
- Brat Barneya Solomona.